# Blow out, you bugles
Blow out, you bugles is een compositie van Frank Bridge.

## Algemeen
Het is een toonzetting van het gedicht The Dead van Rupert Brooke. Brooke omschreef de slachtingen aan het front tijdens de Eerste Wereldoorlog waarbij zoveel (jonge) mensen werden opgeofferd voor een m² terrein. Brooke ging daarbij uit van een positief standpunt, de strijd bracht het beste in de mens naar voren (tegenover duivel Duitsland). De pacifist Bridge las het anders, een zinloze strijd met zinloze slachtoffers
Deze aanklacht van Bridge tegen de oorlog kreeg haar eerste uitvoering toen het eind van de oorlog in zicht kwam, Gervase Elwes zong en Bridge dirigeerde in de Queen’s Hall.
Tempi: Allegro moderato e risoluto - lento - andante moderato - andante ben moderato - andante moderato - recitando - andante ben moderato - allegro, ma non troppo - largamente - maestoso.

## Tekst
Blow out, you bugles, over the rich Dead!
There's none of these so lonely and poor of old,
But, dying, has made us rarer gifts than gold.
These laid the world away; poured out the red
Sweet wine of youth; gave up the years to be
Of work and joy, and that unhoped serene,
That men call age; and those who would have been,
Their sons, they gave, their immortality.
Blow, bugles, blow! They brought us, for our dearth,
Holiness, lacked so long, and Love, and Pain.
Honour has come back, as a king, to earth.
And paid his subjects with a royal wage;
And Nobleness walks in our ways again;
And we have come into our heritage.

## Discografie
- Uitgave Chandos: BBC National Orchestra of Wales o.l.v. Richard Hickox met Philip Langridge (tenor), opname 2004